# 亚洲化学学会联合会
亚洲化学学会联合会（英語：Federation of Asian Chemical Societies，缩写为FACS），也称为亚洲化学学会联盟、亚洲化学联盟，是亚洲、太平洋各国家、地区的化学团体和个人组成的国际组织。